# Eschachthal (Buchenberg)
Eschachthal ist ein Ortsteil des Marktes Buchenberg in der Gemarkung Kreuzthal. Er liegt ca. 8 km westlich des Hauptortes in einem Tal am Oberlauf der Eschach im Herzen der Adelegg im Oberallgäu, ganz auf der nordöstlichen Seite des Wasserlaufes. Nur ein einzelnes Haus (Einöde), das ebenfalls mit Eschachthal bezeichnet ist, und jenseits des Flusses steht, gehört zur Gemeinde Weitnau.

## Lage
Eschachthal liegt zentral in der mittelgebirgsartigen Landschaft der Adelegg in charakteristischer Ortslage.
Wie auch die anderen hier am Oberlauf der Eschach gelegenen Ansiedlungen Kreuzthal, Eisenbach (und im weiteren Verlauf noch Schmidsfelden) erhält es die wesentliche Prägung seines Ortsbildes vor allem durch den hier noch gebirgsbachartigen Fluss und sein stellenweise bis zu 150 m tief in die Nagelfluh-Molasse der Adelegg eingeschnittenes enges, schluchtartiges Flusstal, in dem der Ort gelegen ist. Beiden verdankt der Ortsteil Eschachthal seinen Namen.

## Name für Ortschaft und Tal
Unabhängig von anderen seltenen und historischen Bezeichnungen, stellt der, beim Bayerischen Landesamt für Umwelt, unter eigenständiger Gebietskennzahl gelistete, durch Eschachthal fließende Wasserlauf der Eschach tatsächlich den Oberlauf der für den Ortsteil seit langem namengebenden, (zuletzt in die Aitrach mündenden) Eschach dar.
Im Gegensatz zu den Alternativbezeichnungen für den Fluss, gibt es etwa davon abgeleitete andere Namen für den Ortsteil Eschachthal nicht.
Historisch war der Name Eschachthal vor allem für das Flusstal selbst, weniger für den Ort gebräuchlich, indem man amtlich von „in das/im Eschachthal“ nicht von „nach/in Eschachthal“ sprach, und dieser Sprachgebrauch lässt sich bis heute nachweisen, während das straßenabwärts gelegene Kreuzthal seinerzeit schon als Name der Ortschaft gebraucht wurde. Die heutige Postadresse von Eschachthal aber heißt bezeichnenderweise „Im Eschachthal“.
Damit ist „Eschachthal“ zugleich ein Landschaftsname, neben dem erwartbaren Gebrauch der Bezeichnung „Eschachtal“ („-tal“ ohne h).
Zur Unterscheidung → Eschachtal

## Bebauung

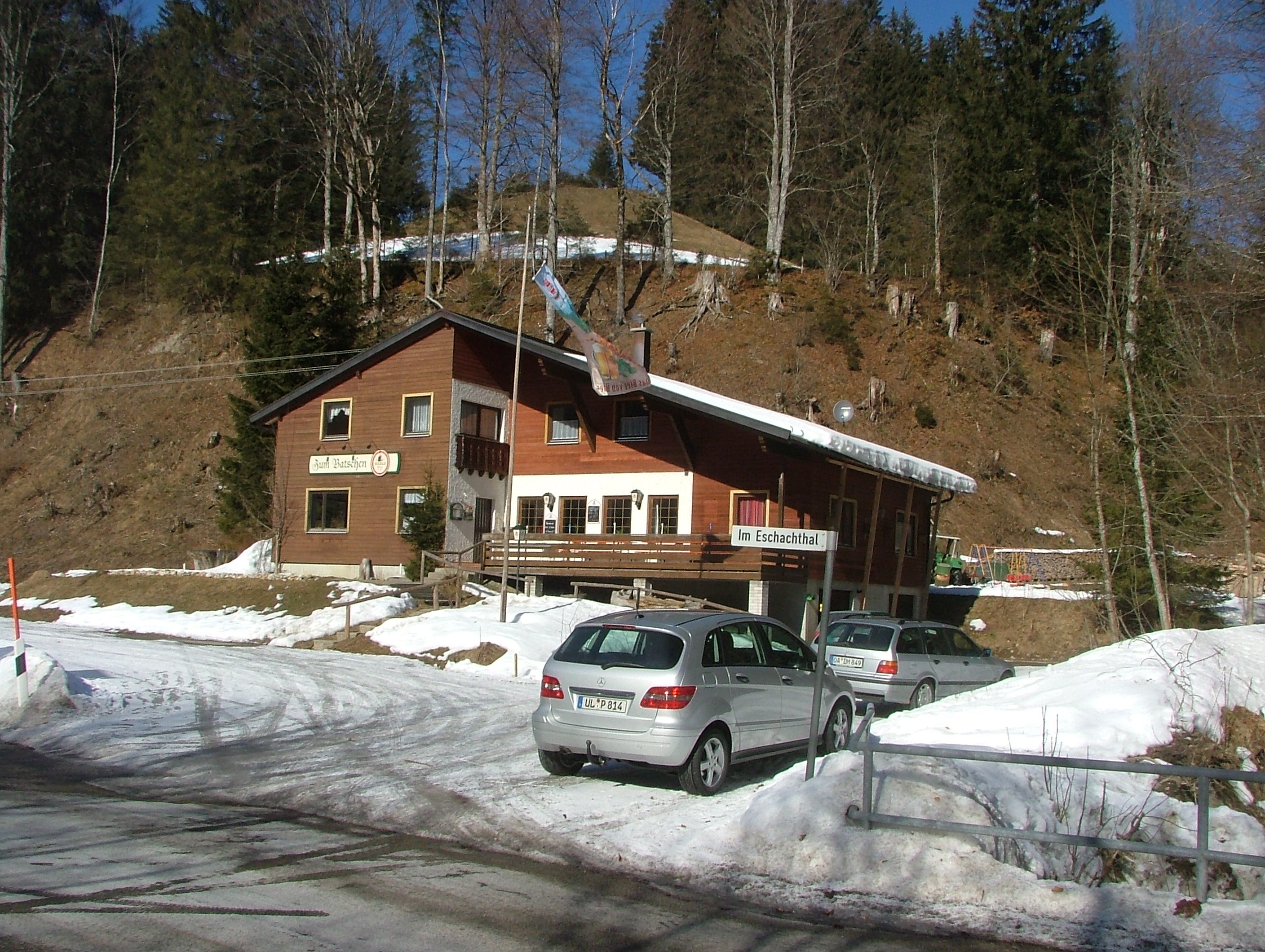
Das geschlossene Wirtshaus Batschen mit dem Straßenschild des Ortsteiles „Im Eschachthal“ im Vordergrund.
Foto: Richard Mayer. Batschen Wirtschaft – panoramio.

Der Oberlauf der Eschach stellt den innerhalb der Gebirgslandschaft Adelegg großteils an der Grenze der Bundesländer zwischen Bayern und Baden-Württemberg verlaufenden Teil des Flusses dar, was die Bebauung hier schon allein aus obrigkeits- und verwaltungstechnischen Gründen zusätzlich erschweren kann. Vor allem aber macht die starke Hangneigung, einschließlich Abbruchkanten, auf württembergischer Seite unmittelbar seitenläufig des Flusses dort die Errichtung von Gebäuden nahezu unmöglich und engt die Besiedlung von Eschachthal ein.
Der bescheidenen Anzahl der Häuser nach gilt der Ortsteil in Bayern als ein Dorf.
Die Bebauung von Eschachthal verläuft der Ortslage entsprechend entlang des Wasserlaufes und der Kreisstraße OA 20 (Oberallgäu) in der Gestalt eines Straßendorfes, allerdings mit Gebäuden im Wesentlichen nur auf der flussabgewandten Seite. Es gibt ausschließlich freistehende Häuser, die sich nur in Einzelfällen hangaufwärts auf der Talschulter befinden.

## Dorfleben
Wirtschaft und Infrastruktur sind wegen der geringen Größe des Ortsteiles äußerst beschränkt und es gibt nur sehr vereinzelt Gewerbetreibende und keine Geschäfte des täglichen Bedarfs. Einzelne Vereine im Markt Buchenberg, geben ihre Kontakt-Adresse mit „Im Eschachthal“ an – darunter eine Musikkapelle und ein Motorsport-Club  – und selbstverständlich profitiert Eschachthal auch vom nahe gelegenen, mit ihm schon seit historischer Zeit (1717) verbundenen Kirchdorf Kreuzthal.
Politisch kommt auch eine Beteiligung Eschachthaler Bewohner durch hier lebende Mitglieder am Gemeinderat von Buchenberg vor, in das Eschachthal – zusammen mit Kreuzthal – 1971 kommunalrechtlich eingegliedert wurde.

## Tourismus
Touristisch wird der Ortsteil vor allem als Ausgangspunkt für Wanderungen genutzt. Von Eschachthal – mit Wanderparkplatz – wird etwa der Aufstieg zur Wenger-Egg-Alpe und zum Schwarzen Grat unternommen. Einzelne gastronomische und Übernachtungsbetriebe der Vergangenheit haben in der Gegenwart ihren Betrieb geschlossen.